# Katalin Móni
Katalin Móni es una deportista húngara que compitió en piragüismo en la modalidad de aguas tranquilas. Ganó una medalla en el Campeonato Mundial de Piragüismo de 2002, y tres medallas en el Campeonato Europeo de Piragüismo entre los años 2001 y 2004.

## Palmarés internacional
| Campeonato Mundial | Campeonato Mundial | Campeonato Mundial | Campeonato Mundial |
| Año                | Lugar              | Medalla            | Evento             |
| ------------------ | ------------------ | ------------------ | ------------------ |
| 2002               | Sevilla (España)   | Medalla de bronce  | K4 1000 m          |
| Campeonato Europeo |                    |                    |                    |
| Año                | Lugar              | Medalla            | Evento             |
| 2001               | Milán (Italia)     | Medalla de bronce  | K4 1000 m          |
| 2002               | Szeged (Hungría)   | Medalla de oro     | K4 1000 m          |
| 2004               | Poznań (Polonia)   | Medalla de bronce  | K4 1000 m          |